# Lo strano caso del dottor Jekyll e del signor Hyde
Lo strano caso del dottor Jekyll e del signor Hyde (Strange Case of Dr Jekyll and Mr Hyde, 1886) è un racconto gotico dello scrittore Robert Louis Stevenson. Tratta la storia di un avvocato londinese, Gabriel John Utterson, il quale investiga i singolari episodi tra il suo vecchio amico, il dottor Jekyll, e il malvagio signor Hyde.
L'impatto della storia è stato universale, facendo entrare l'espressione dottor Jekyll e mister Hyde nel linguaggio comune, oggi usata per indicare una persona che sembra avere due distinte personalità, una buona e l'altra malvagia, o la natura normalmente buona, ma talvolta totalmente imprevedibile di un individuo; in senso psicologico, è diventata la metafora dell'ambivalenza del comportamento umano e anche del dilemma di una mente scissa tra l'Io e le sue pulsioni irrazionali.
Già nella lingua inglese la storia ebbe titoli leggermente modificati, conoscendo una messe di versioni nelle varie lingue, dall'italiano al francese, tra cui cinese e spagnolo a partire dal 1905.

## Storia editoriale
Nel 1885, Stevenson viveva con la moglie Fanny Osbourne e il figliastro a Bournemouth, in una casa che era stata donata sei anni prima a Fanny, in occasione del matrimonio, da Thomas Stevenson, padre di Robert. La casa era stata battezzata "Skerryvore House", in ricordo di Skerryvore, la remota scogliera nella costa occidentale della Scozia dove il padre di Thomas, l'ingegnere Alan Stevenson, una ventina di anni prima aveva fatto costruire un faro.
All'epoca, Robert Louis Stevenson si era già affermato come scrittore con dei saggi su vari periodici, in particolare su The Cornhill Magazine, e soprattutto con il celebre libro L'isola del tesoro (1883), che aveva rappresentato un ottimo successo editoriale. Le finanze della famiglia non erano però in buono stato. In un periodo di grave indisposizione fisica e costretto a casa, Stevenson sognò una notte parte delle vicende poi raccontate nel romanzo. Scrisse tutto in tre giorni e, come era sua abitudine, sottopose il testo al giudizio della moglie. Questa gli fece osservare che la storia era raccontata come un semplice thriller e che invece meritava una riscrittura che ne evidenziasse la portata allegorica. Stevenson non fu felice di questo responso e giunse a bruciare il manoscritto, con l'intenzione di riscrivere completamente il romanzo. Gli ci vollero altri tre giorni: il romanzo fu pubblicato inizialmente nel dicembre del 1885 in una collana economica di racconti thriller e poi nel gennaio del 1886 in volume. Il successo fu strepitoso: solo nel Regno Unito furono vendute circa quarantamila copie.

## Trama

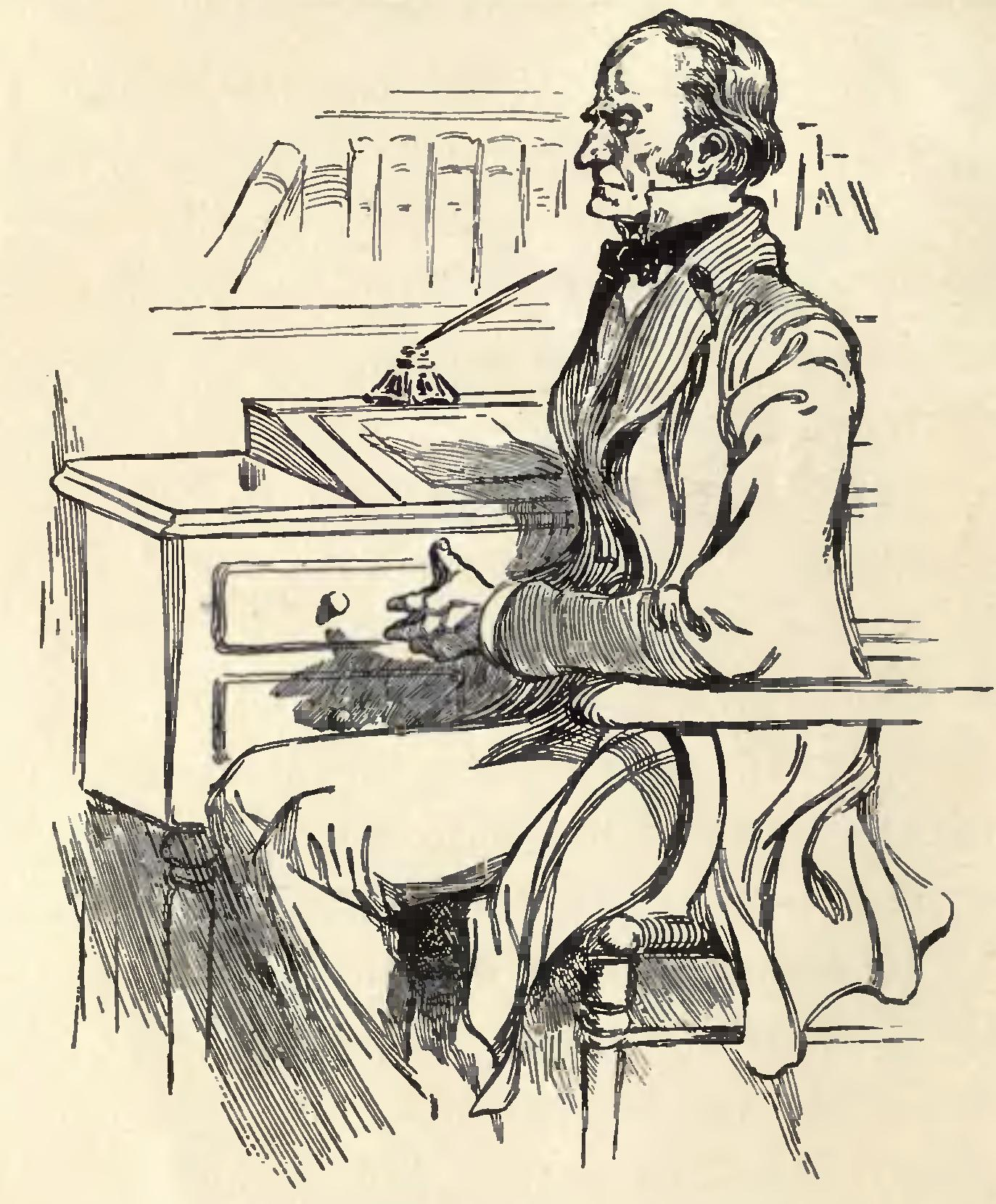
L'avvocato Utterson.

La storia si svolge a Londra nel XIX secolo (la data esatta non è mai definita nel romanzo).
L'avvocato Utterson e suo cugino Enfield, due rispettabili gentiluomini londinesi, sono soliti compiere insieme ogni domenica una passeggiata, finendo spesso per camminare per molto tempo senza dire una parola; durante una di queste uscite, i due si ritrovano vicino alla porta di un edificio dall'aria abbandonata, nonostante si trovi vicino a un vicolo in un popoloso quartiere della città, ricco di negozi e vetrine. Enfield racconta dunque a Utterson una storia di cui si è ricordato vedendo tale luogo: tempo prima, mentre stava rincasando a tarda notte, vide una bambina che correva lungo la strada e che si scontrò con uno strano signore; nonostante la bambina fosse caduta per terra, egli la calpestò per poi continuare tranquillamente per la sua strada. Enfield iniziò allora a rincorrere quell'individuo, lo prese e si rese conto che possedeva un qualcosa di terribile e ripugnante. La bambina non si era ferita, ma i genitori esigerono comunque un risarcimento in denaro dal misterioso uomo per chiudere lo spiacevole episodio. Poiché il signore non disponeva di denaro in contanti con sé, si fece accompagnare da Enfield verso casa sua. Giunto presso la porta dell'edificio dove i due si trovano al momento, l'uomo, presentatosi come Edward Hyde, ritornò con un assegno firmato a nome di un'altra persona, il dottor Henry Jekyll. Enfield credette che si trattasse di un falso, ma successivamente l'assegno risultò autentico.

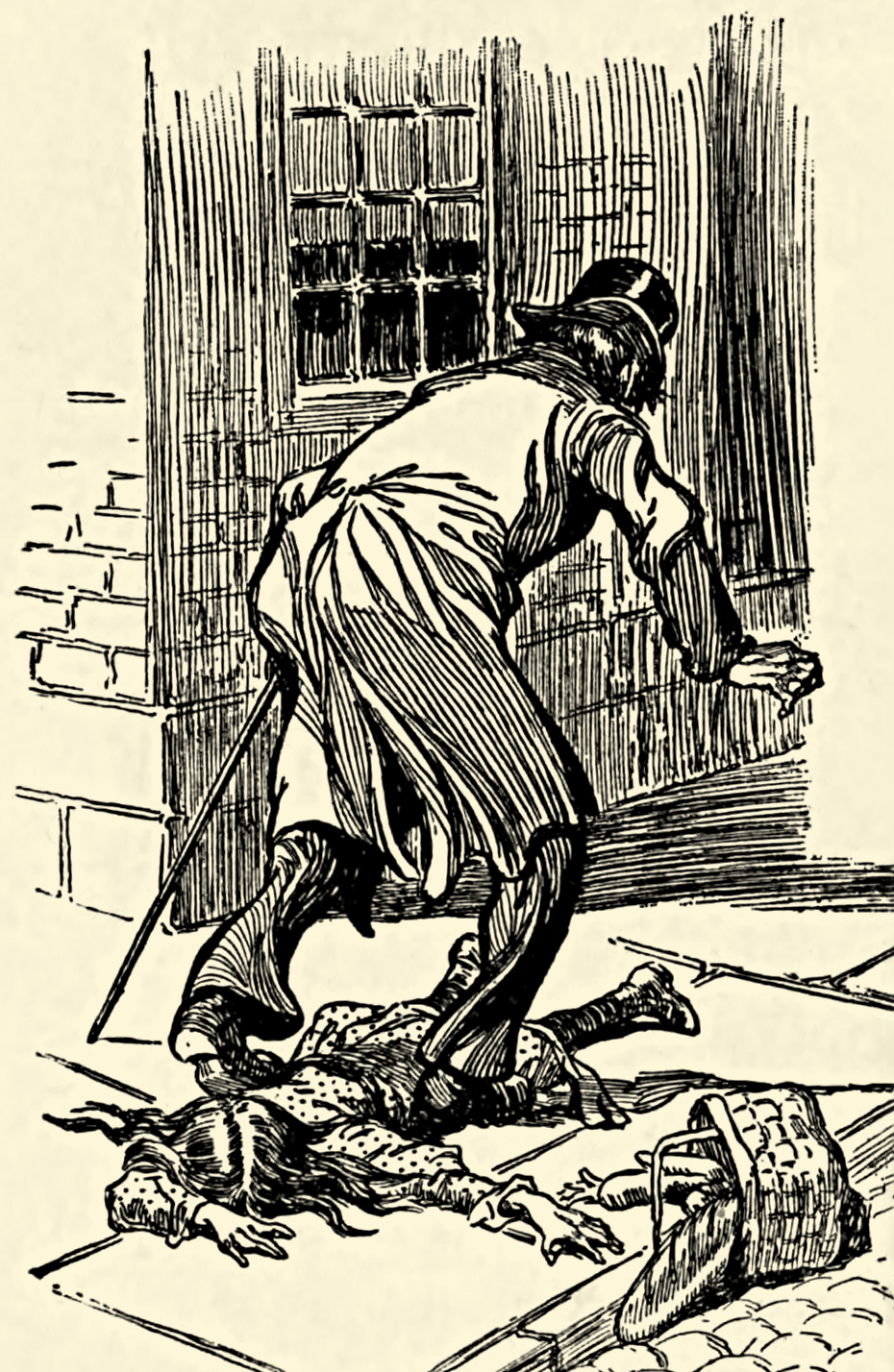
Mr. Hyde calpesta la bimba.

Utterson è il custode del testamento del dottor Jekyll, il cui contenuto sancisce che, in caso di morte o scomparsa dello stesso, l'amico, un certo Mr. Hyde, erediterà tutti i suoi averi: Utterson, così, decide di contattare il dottor Hastie Lanyon per chiedere informazioni su questo misterioso Mr. Hyde ma, non riuscendo a ottenere nessuna notizia utile da parte di Lanyon, decide di appostarsi davanti alla porta per incontrare il signor Hyde. La pazienza di Utterson viene premiata solo dopo diversi giorni di attesa: Utterson,infatti, riesce a fermare Hyde e a parlargli vedendolo chiaramente in volto, anche se l'uomo, di carnagione pallida, tozzo, piccolo di statura e con voce roca, risulta estremamente ripugnante anche a Utterson. Terminata la conversazione, l'avvocato si dirige subito all'angolo della strada, suona il campanello e chiede al domestico Poole di vedere Jekyll; Poole gli riferisce che il dottore è momentaneamente uscito e che non sa quando tornerà, ma Utterson riesce comunque a sapere che Mr. Hyde ha la possibilità di entrare nel laboratorio annesso alla casa del dottor Jekyll da una porta secondaria e che la servitù ha precise istruzioni di soddisfare tutte le sue richieste; Utterson, dunque, incomincia a sospettare che Mr. Hyde ricatti il suo illustre amico Jekyll.
Due settimane più tardi, dopo una cena con amici, Jekyll e Utterson rimangono da soli e iniziano a parlare dello strano testamento e Jekyll, seppur sminuendo la cosa, afferma di potersi liberare di Hyde in qualsiasi momento lo desideri, ma che non può rivelare assolutamente nulla di più dettagliato. Circa un anno dopo, a Londra, viene brutalmente ucciso Danvers Carew; ne è testimone una cameriera, la quale accusa Mr. Hyde dell'omicidio. Il morto aveva inoltre con sé una lettera per il notaio Utterson, il quale conduce la polizia a casa di Mr. Hyde, dove viene trovata l'altra metà del bastone utilizzato per l'omicidio; il colpevole, però, non si trova  in casa, e così il notaio, Il pomeriggio stesso, va a scambiare due parole con Jekyll, il cui morale è a pezzi; egli, infatti, afferma di non voler rivedere mai più l'amico Hyde, e dichiara di aver ricevuto una lettera da quest'ultimo portata a mano da un uomo.

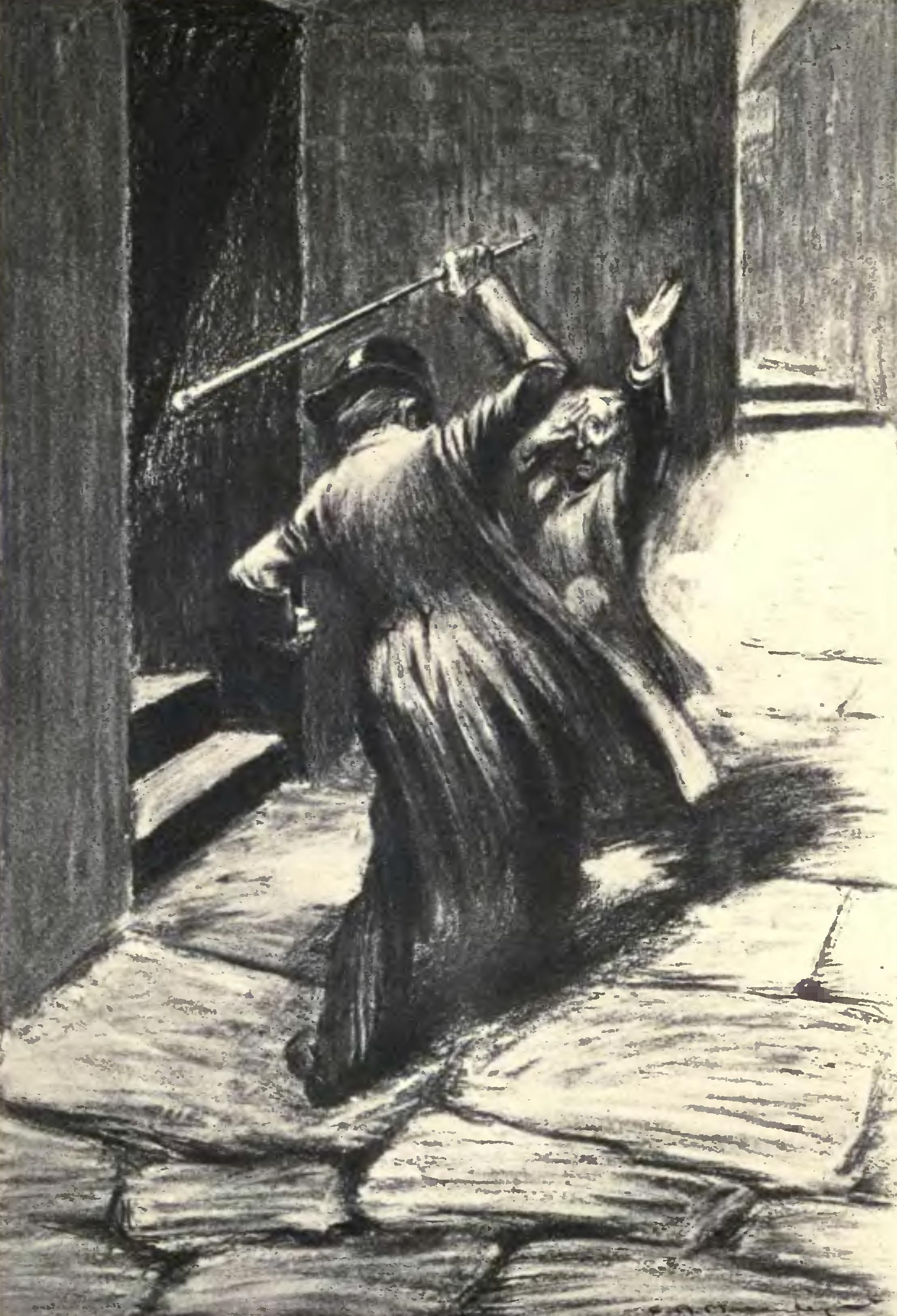
Mr. Hyde massacra un gentiluomo.

Quando il notaio esce di casa, chiede al domestico una descrizione della persona che ha consegnato la missiva, ma Poole dichiara che l'unica posta ricevuta consiste in circolari e che nessuno si è recato di persona per consegnare una lettera. Quando Utterson rientra in ufficio, il suo segretario Guest riconosce la calligrafia di Jekyll nella lettera spedita dall'omicida: il notaio, allora, si domanda il senso della menzogna narrata dal dott. Jekyll e che cosa lo spinga a difendere Mr. Hyde.
La polizia mette una taglia sull'assassino di Carew, ma Mr. Hyde risulta essere svanito nel nulla, dato che non si ha più traccia di lui da nessuna parte. Intanto, il dottor Jekyll riprende le vecchie abitudini e ricomincia per circa due mesi a frequentare gli amici, fino a quando l'8 gennaio, proprio due giorni dopo una rimpatriata a cui avevano partecipato anche Utterson e Lanyon, si chiude nuovamente in casa, tornando più solitario che mai. Ciò infastidisce Utterson, tanto da spingerlo a chiedere informazioni all'amico comune Lanyon che, pochi giorni prima, era in perfetta salute e ora appare mortalmente malato; questi si comporta molto vagamente e alla fine lo congeda affermando, molto enigmaticamente, che un giorno, dopo la sua morte, il notaio verrà a conoscenza di tutta la verità; tuttavia, Utterson si insospettisce ancora di più, e decide così di inviare invano una lettera a Jekyll per chiedere spiegazioni.
Dopo il funerale di Lanyon, morto quindici giorni dopo l'incontro con Utterson, il notaio inizia a frugare nello studio del malcapitato, fino a trovare una busta con su scritto "da consegnare ad Utterson e da distruggere nel caso che lui muoia prima di me"; all'interno della busta, Utterson ne trova un'altra con scritto "da aprirsi esclusivamente dopo la morte o la scomparsa di Henry Jekyll". Utterson nota che anche in questo caso, come nel testamento, compare la misteriosa eventualità della scomparsa del dott. Jekyll, così, con grande professionalità, Utterson prende la busta e la ripone nella propria cassaforte, deciso a non aprirla prima del tempo dovuto.

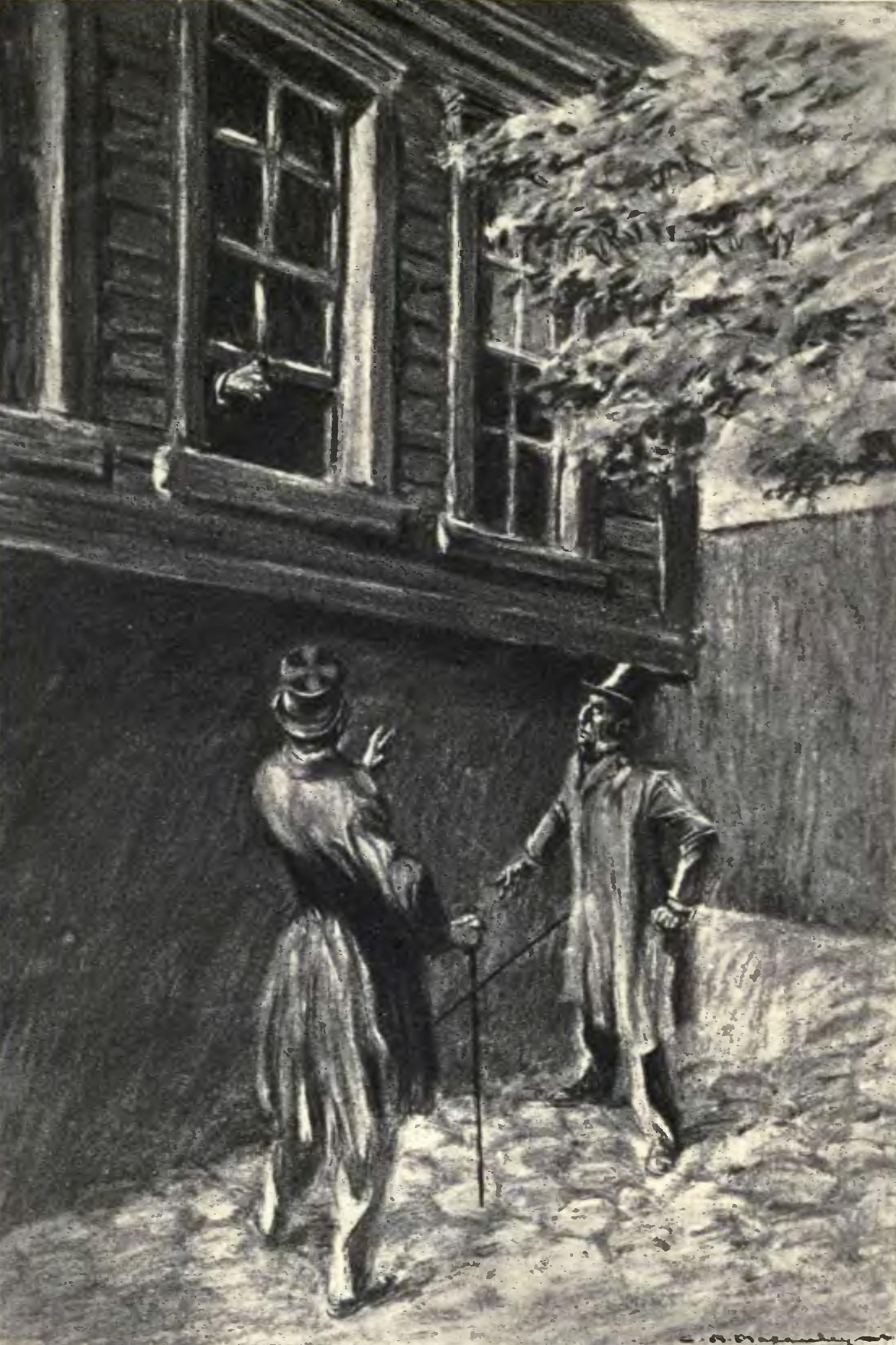
L'episodio della finestra.

Una domenica, mentre Utterson ed Enfield sono intenti nella loro solita passeggiata, scorgono il dott. Jekyll alla finestra della sua abitazione: i tre iniziano a conversare, ma sul volto di Jekyll compare un'espressione tanto inquietante da terrorizzare sia il notaio che il cugino, con il dott. Jekyll che si chiude dentro improvvisamente. Alcune sere dopo lo strano episodio, Utterson riceve una visita da Poole, il quale lo implora di andare con lui a casa del principale: egli racconta che da diversi giorni la porta del laboratorio, dove si è insediato uno sconosciuto, risulta essere chiusa a chiave; lo sconosciuto, descritto come una persona piuttosto bassa e che sembra ricordare Mr. Hyde, ha fatto continua richiesta ai domestici di comprare uno strano prodotto in farmacia e ogni volta si è lamentato del fatto che quello che gli veniva portato non andasse bene. Arrivati all'abitazione, i due si avviano verso il laboratorio, ma la porta è chiusa a chiave: dagli strani rumori provenienti dall'interno, segno della presenza di un estraneo, il notaio avanza l'ipotesi che il dott. Jekyll sia stato rinchiuso e ucciso nella stanza dalla misteriosa persona che deve trovarsi ancora lì dentro; i due sfondano allora la porta a colpi d'ascia e trovano il cadavere di Hyde che risulta essersi appena suicidato con dell'acido prussico.
Mentre rovistano il laboratorio, Utterson e Poole trovano una busta con un messaggio per il notaio, che gli consiglia di leggere prima la busta che Lanyon gli aveva lasciato e poi, qualora volesse saperne di più, di leggere la sua confessione integrale: il notaio va quindi a casa e inizia a leggere la lettera di Lanyon, che racconta molto dettagliatamente di una sera in cui Mr. Hyde andò a trovarlo su presunto ordine di Jekyll per recuperare un particolare cassetto, contenente la polvere e le componenti utili alla creazione della pozione per la reversione da Mr. Hyde al dott. Jekyll, e che doveva essere recuperato direttamente dalla casa del dottore; Hyde, avendo ormai preso fisicamente e mentalmente il sopravvento su di lui, non poteva farsi vedere in giro, poiché ricercato per l'assassinio di Carew (sebbene Jekyll aveva un disperato bisogno della pozione per poter reprimere Mr. Hyde). Ottenuto l'ingrediente desiderato, egli preparò una mistura e chiese all'amico se fosse interessato a essere spettatore di un fatto molto strano: il Dottor Lanyon rispose che, arrivati a quel punto, desiderava far luce fino in fondo sulla faccenda; così Mr. Hyde bevve la pozione e, sotto gli occhi di Lanyon, si trasformò nel Dottor Jekyll.
Dopo aver letto il racconto di Lanyon, Utterson si accinge, sconvolto, a leggere la lunga confessione che ha trovato a casa del dottor Jekyll, la quale svela con ogni dettaglio la doppia personalità dell'amico; durante i suoi studi sulla psiche umana e le riflessioni morali sulla propria condotta, il dottor Henry Jekyll giunse a una conclusione:
Passando non senza esitazioni dalla teoria alla pratica, Jekyll miscelò varie sostanze e ottenne una pozione dagli effetti straordinari che destrutturava l'unità dell'essere umano e conferiva esistenza propria e distinta alle inclinazioni nascoste e, allo stesso tempo, presenti nell'animo:
Sperimentando la pozione su di sé, il dottor Jekyll subì una trasformazione tale da far emergere la sua seconda natura, quella delle sue inclinazioni attratte dal male, soppiantando completamente la propria identità personale; finché ne durava l'effetto, il dottor Jekyll diventava un altro essere con diverso corpo e diversa psiche: Mister Edward Hyde (che in inglese suona come to hide, ossia "nascondere"). Assumere una seconda volta la pozione nascondeva di nuovo la natura malvagia e consentiva il restaurarsi dell'identità precedente. Le due identità erano, quindi, separate sia nell'aspetto fisico come nelle dinamiche psichiche: la prima identità restava il dottor Jekyll, un uomo alto, educato, di buoni princìpi morali e solidale coi suoi concittadini; la seconda, quella che era sempre rimasta nascosta e che, perciò, fino ad allora non aveva mai potuto crescere, era Mister Hyde, un uomo più basso, più giovane, gobbo, con braccia corte, mani pelose e tozze e coi propri istinti, come l'intelligenza e tutte le energie inclinati gioiosamente al male e alla propria soddisfazione sadica, egoistica, sfrenata, selvaggia e asociale.
La riflessione di Stevenson sulla natura umana va però oltre questa semplice scissione, dal momento che sia Jekyll sia Hyde avevano memoria dell'alter ego. Jekyll narra poi di come col tempo avesse perso il controllo della situazione, non riuscendo più a resistere alla tentazione di bere la pozione e trasformarsi in Mister Hyde che, nel frattempo, si era fatto sempre più forte. Anche dopo essersi imposto di non farlo più a seguito dell'omicidio di Carew, egli iniziò a trasformarsi in Hyde senza bisogno della mistura, perché ormai la sua parte dominante era diventata questa: Jekyll fu quindi costretto a bere sempre più frequentemente la pozione per riprendere il suo normale aspetto. Quando infine la provvista del particolare sale che Jekyll usava per dare efficacia alla pozione iniziava a esaurirsi, egli ne ordinò quindi altre partite, che però si rivelarono inefficienti. Fu allora che comprese che la sua provvista originale doveva essere contaminata e che fu proprio questa ignota impurità a conferirle la sua efficacia. Realizzando che sarebbe rimasto Hyde per sempre, Jekyll scrisse una confessione spiegando la cronologia degli eventi sotto l'effetto dell'ultima dose originale di sale e si chiuse a chiave nel suo laboratorio con l'intento di imprigionare il signor Hyde; appena Poole e Utterson sfondarono la porta, si avvelenò suicidandosi.

## Personaggi

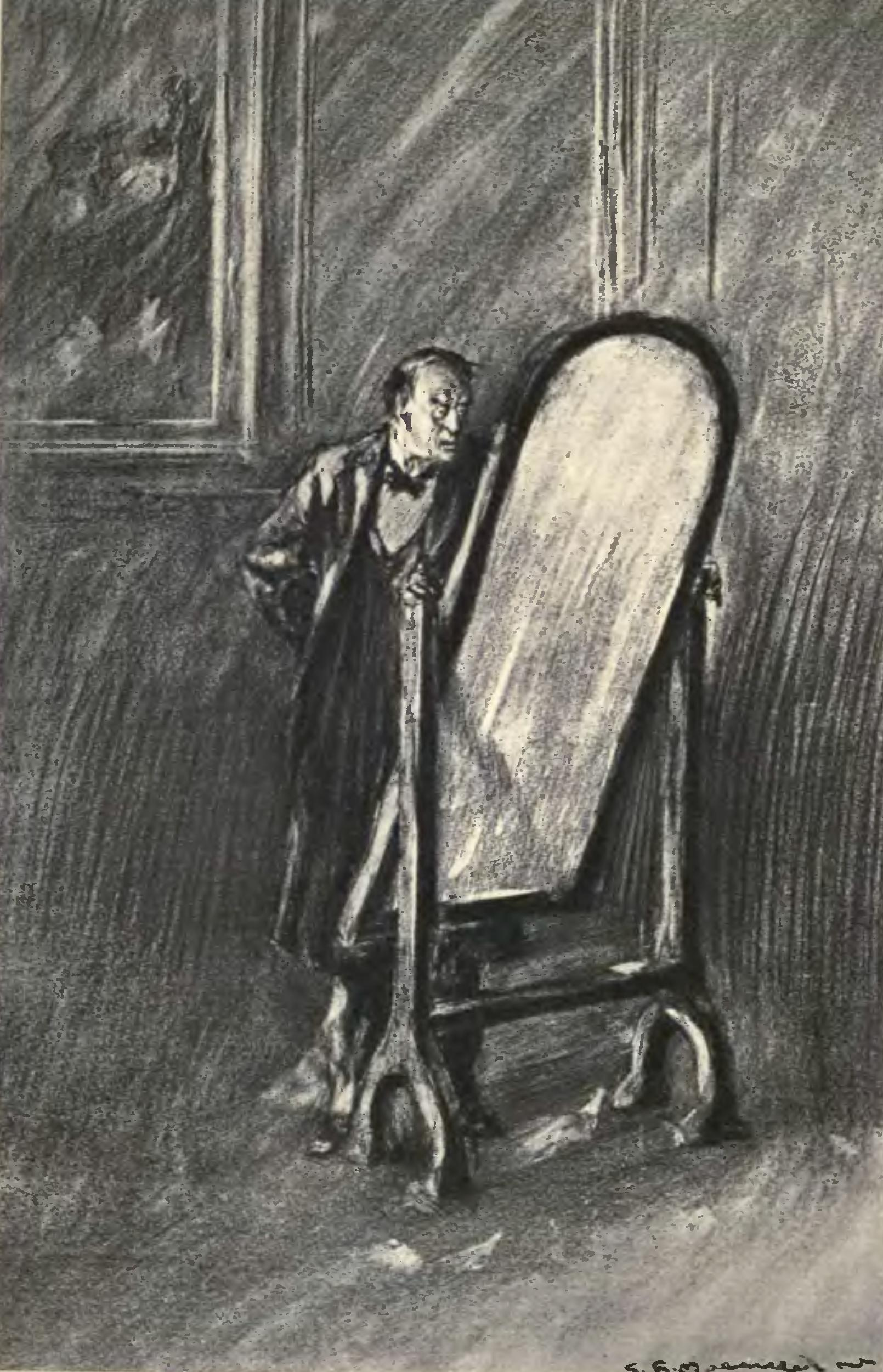
Jekyll allo specchio

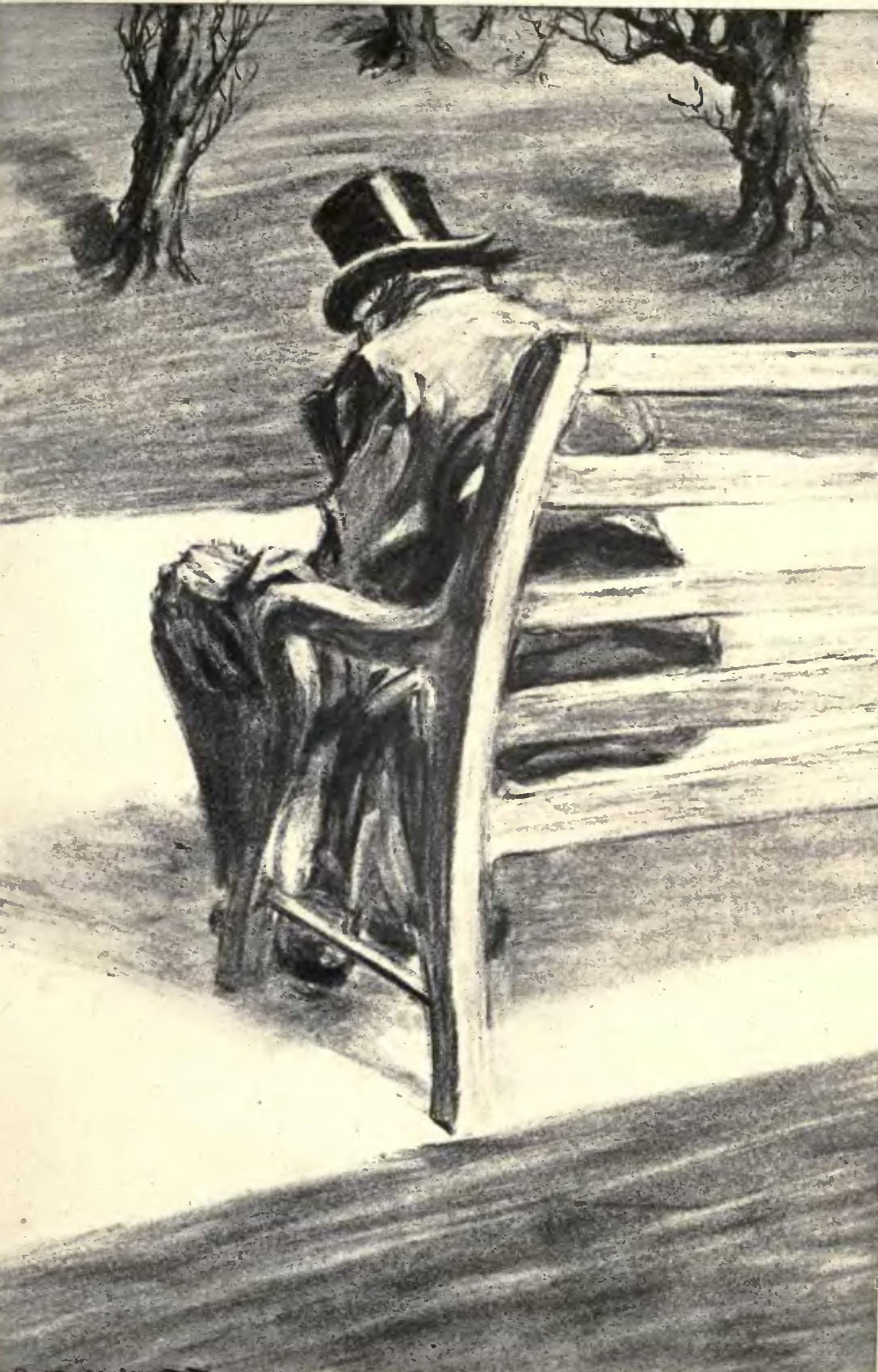
Jekyll trasformato in Mr. Hyde.

- Gabriel John Utterson: protagonista del racconto[6][7], è un avvocato che investigherà la personalità di Mr. Hyde. È cugino di Enfield e amico di Jekyll e Lanyon.
- Henry Jekyll: amico di Utterson e laureato in medicina; dottore e scienziato, ossessionato dai suoi esperimenti scientifici.
- Edward Hyde: è l'antagonista del libro e l'alter ego malvagio di Jekyll. Era basso, giovane, magro e suscitava terrore ed amava strettamente la vita.
- Richard Enfield: amico e cugino di Utterson.
- Hastie Lanyon: dottore e stretto amico di Utterson e Jekyll. Litiga spesso con quest’ultimo amico riguardo a questioni scientifiche.
- Poole: domestico di Jekyll, fu il primo a sospettare il cambiamento del suo padrone.
- Newcomen: ispettore di Scotland Yard, aiuta Utterson a cercare indizi su Mr. Hyde.
- Sir Danvers Carew: membro del parlamento, vittima dell'omicidio del malefico Mr. Hyde e cliente di Utterson.
- Guest: segretario di Utterson e grafologo.

## Interpretazioni

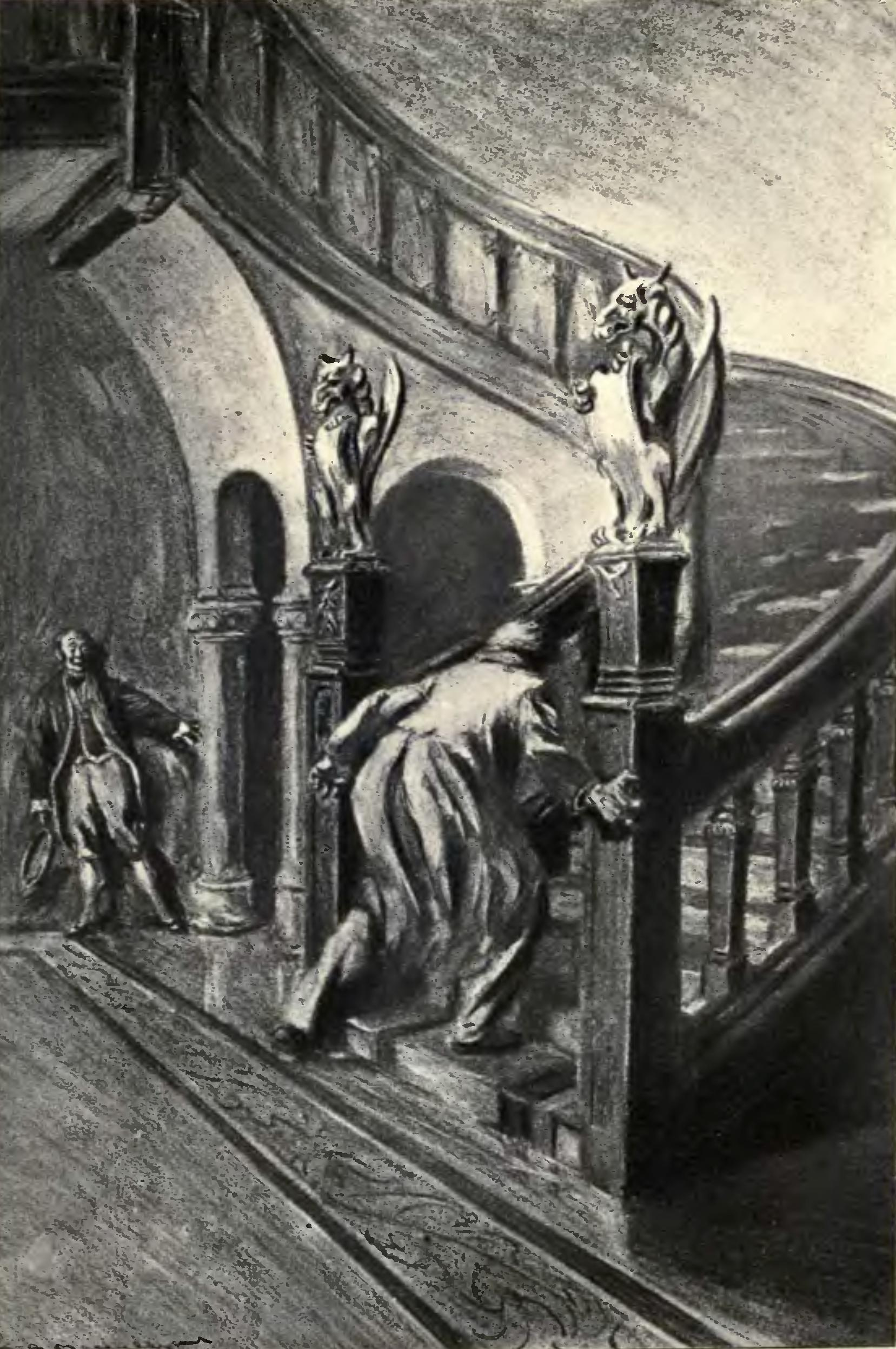
Mr. Hyde corre su per le scale, sotto gli occhi del maggiordomo Poole.

Come il coevo Oscar Wilde, anche Stevenson appare, in quest'opera, affascinato dall'analisi del male e delle ambiguità dell'animo umano. Nel racconto, che colpisce innanzitutto per la trama avvincente e per un genere misto fra giallo, noir, thriller d'azione e racconto del mistero e del terrore, viene evidenziato in maniera molto significativa quel naturale "sdoppiamento" che caratterizza ed è presente in ogni essere umano e che si configura come una rottura dell'integrità della persona, come la scissione del Bene dal Male e, in definitiva, come lo "sdoppiamento" della stessa coscienza umana. Jekyll infatti così si confessa:
L'analisi stevensoniana parte infatti dalla constatazione di una diuturna conflittualità fra due dimensioni [...] che riconosce come l'uomo non sia unico bensì duplice. Il racconto è una parabola del Male, ciò che emerge è che nell'essere umano vi sono due differenti nature, due tendenze comportamentali (o semplicemente personalità), una volta al Bene, l'altra al Male assoluto, che continuamente in contrasto fra di loro in questa tentano di prendere il dominio dell'individuo. Benché queste personalità, sempre in contrasto tra loro, sono per natura contrapposte, lo stesso Jekyll ammette che nell'animo umano possano esserci infinite sfaccettature delle stesse e che la manifestazione era condizionata sia dalla potenza del filtro utilizzato sia dallo stile di vita condotto dalla persona. La netta divisione tra se stesso e Mr. Hyde, spiega ancora Jekyll, è stata soprattutto influenzata dallo stesso stile di vita che rigido come era non dava abbastanza sfogo a quello che poi diventerà Hyde.

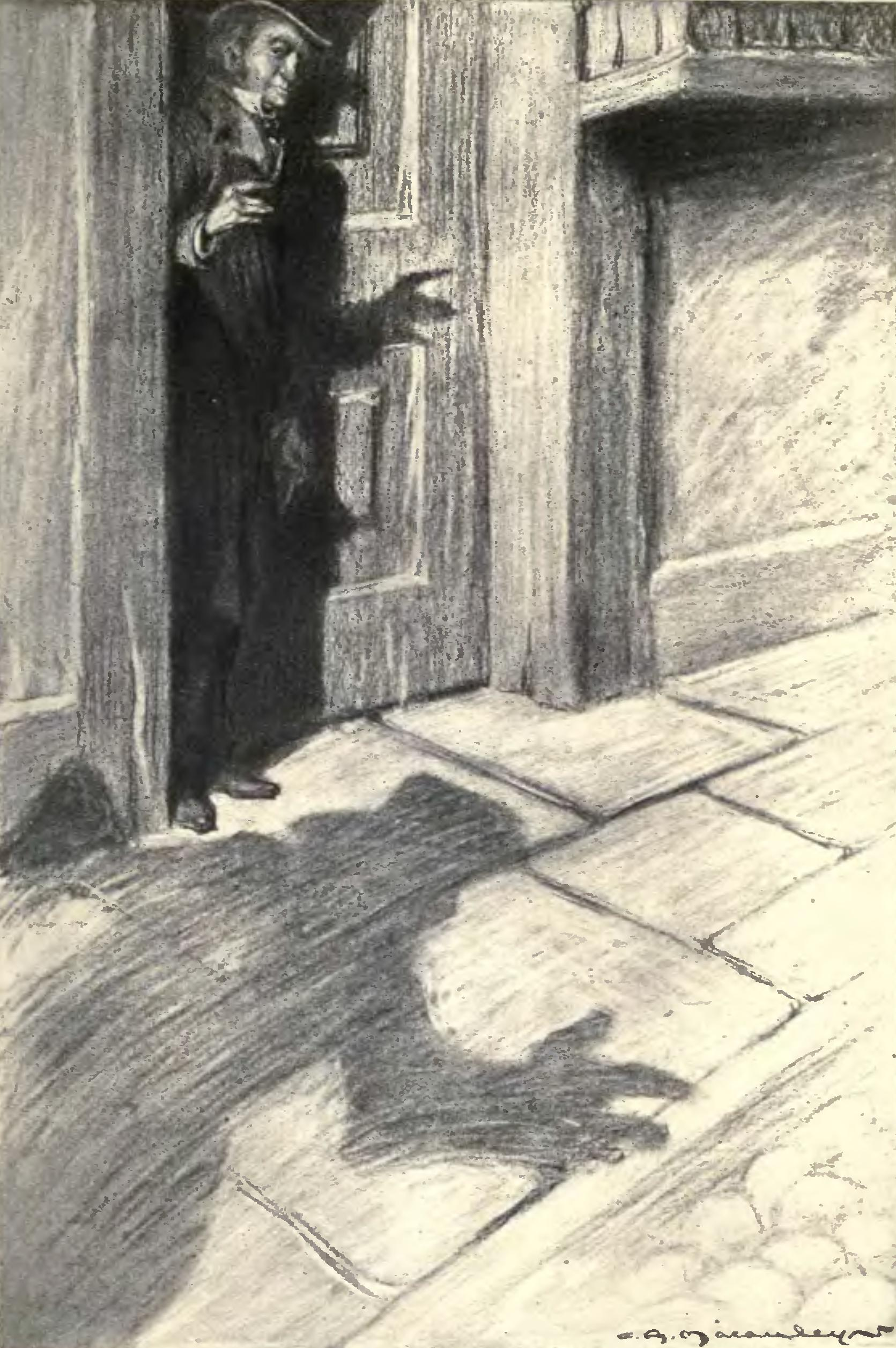
Mr. Hyde si avvicina alla porta di Lanyon.

Jekyll isola la parte cattiva (Hyde) da quella buona (Jekyll), permettendo in tal modo che una sola persona potesse seguire due strade completamente opposte, e realizzarsi in entrambe, che ambedue le parti che sentiva ambivalentemente sue potessero esprimersi. La storia narra infatti delle nequizie, delle infamie e dei delitti commessi dall'alter ego dello stimatissimo dottor Jekyll, uomo rispettato all'interno della moralissima società vittoriana sia per il suo nobile lavoro sia per la sua invidiabile condotta morale, che, osando faustianamente e inavvertitamente sfidare la natura e le sue leggi, ha sentenziato e deciso la propria condanna e la propria fine. Mr. Hyde si configura come un essere spietato, primordiale, a tratti quasi meccanico, emblema del demonio e della scelleratezza umana, colui e il solo che, "nel novero degli umani, era il male allo stato puro", come appare chiaro da questo estratto (che riporta i pensieri del notaio Utterson dopo l'inquietante incontro con Hyde):
Una sfida contro la natura, quindi, quella di Jekyll (fermamente convinto della sua capacità di gestirne gli effetti), ma anche un peso troppo grande, che né la sua anima né il suo corpo, entrambi vittime di continui e incontrollabili mutamenti (e trasformazioni), riusciranno più a sopportare.

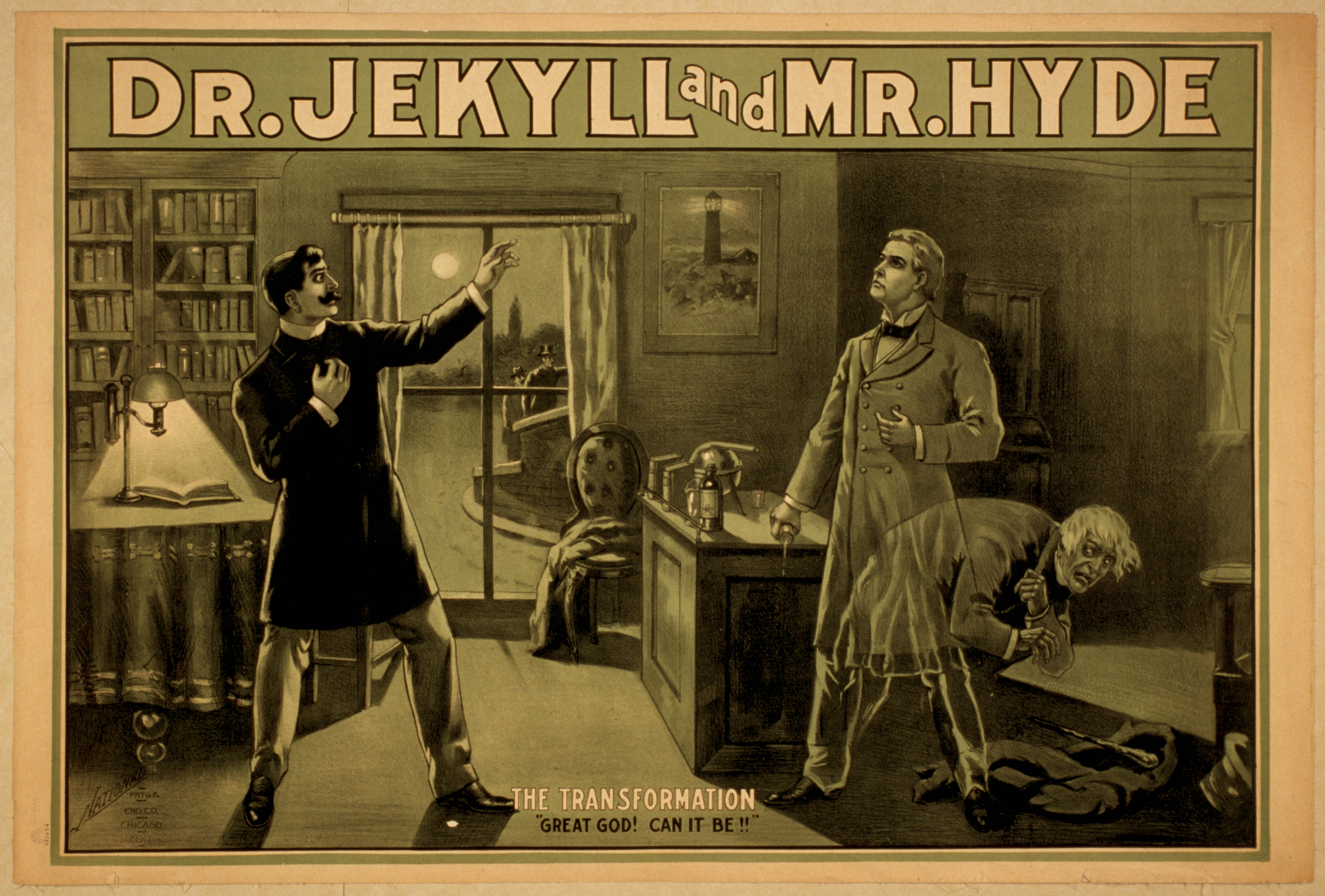
Poster coevo alla prima edizione del romanzo.

L'intrinseco e primordiale dualismo presente in Jekyll era però stato esasperato e portato alle estreme conseguenze, e ora il dottore si trovava a voler mettere una volta per tutte la parola fine alla sua maledizione, a volersi disfare cioè di Hyde, avendo oramai perso il controllo delle proprie metamorfosi e rintanatosi per questo motivo nel laboratorio. Tuttavia, quando Utterson trova il suo cadavere, questo ha la forma di Hyde. Ciò fa pensare che alla fine sia stato proprio il doppio malvagio a togliersi la vita; e infatti ormai Jekyll, da quanto si evince dalle parole dei domestici, non riusciva più a manifestarsi da giorni.

## La figura di Hyde

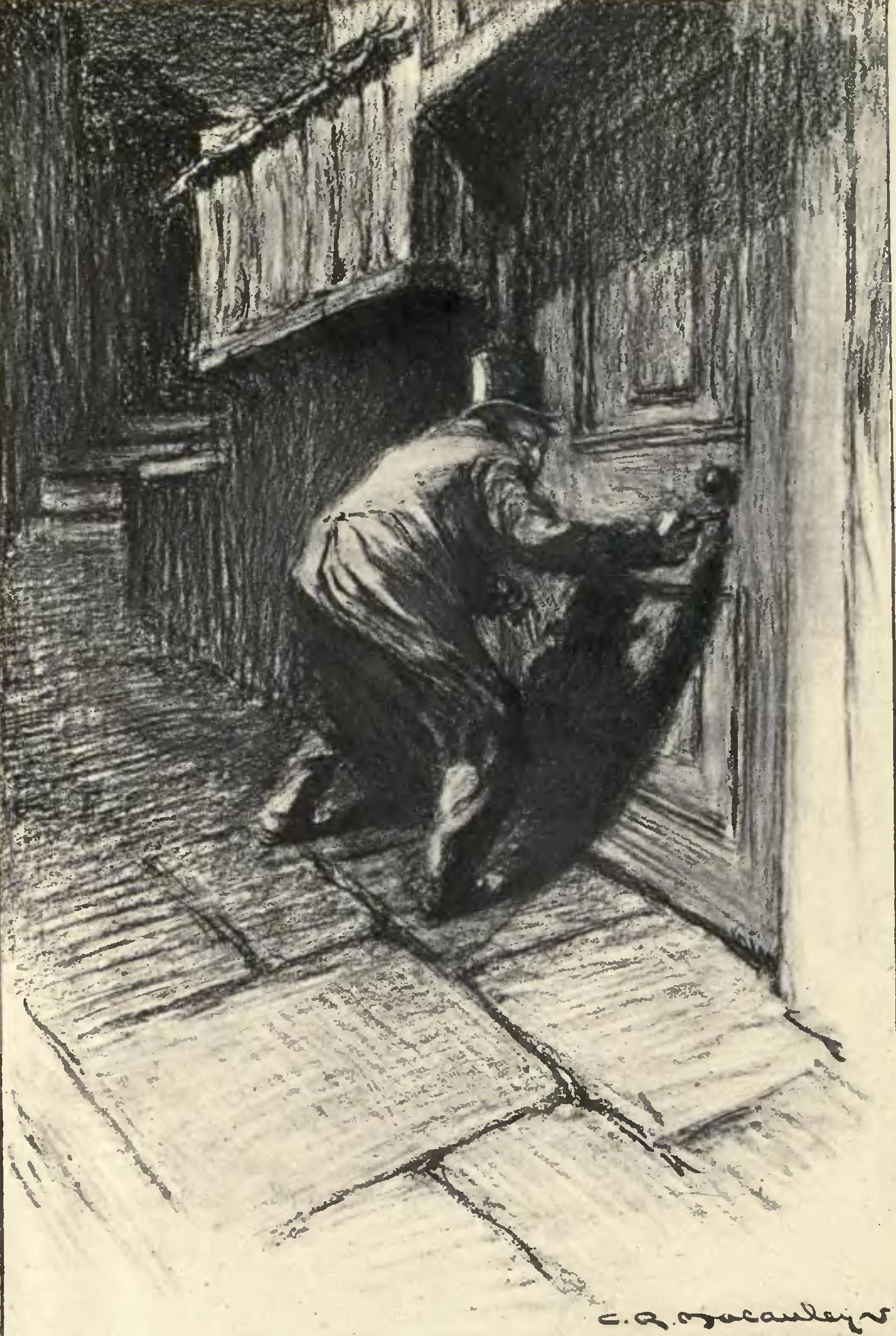
Mr. Hyde entra in casa dall'entrata posteriore.

Nel romanzo di Stevenson, il personaggio di Edward Hyde viene descritto da chi l'ha visto in maniera confusa; tuttavia, tutti i testimoni sono concordi sull'impressione di angoscia e di malvagità che Mr. Hyde trasmette. Un altro particolare notato da coloro che l'hanno visto è un'impressione di deformità fisica, sebbene egli non sia realmente deforme.
Fisicamente Hyde viene descritto robusto, piccolo di statura, rosso di capelli, particolarmente peloso e con "un volto decisamente brutto eppure giovane". Viene inoltre descritto come estremamente agile, con una buona forza fisica (tanto da aver ucciso una persona a mani nude) ed estremamente intelligente. Nonostante sia sadico e violento è un grande amante della vita e uccide solo le persone che la rigettano. Disprezza inoltre Jekyll per il suo essere troppo buono con chiunque.

### La figura di Hyde nella cultura popolare e riferimenti
Nei media la figura di Hyde è molto diversa da quella classica apparendo come un uomo molto alto, di grande stazza e con tratti prevalentemente scimmieschi.
- Questo aspetto viene ripreso nel fumetto La Lega degli Straordinari Gentlemen di Alan Moore, in cui il personaggio ha un corpo gigantesco con una testa minuscola ed è, diversamente dal libro, completamente glabro. Mr. Hyde stesso dichiara di essere stato inizialmente basso ma di essere cresciuto con il tempo.
  - Nel film La leggenda degli uomini straordinari, liberamente tratto dal famoso fumetto di Moore, Mr. Hyde è praticamente identico al fumetto solo che ha i capelli ed è biondo. Il suo carattere è inoltre mite e si dimostra piuttosto servizievole e leale con i compagni, specialmente con il capitano Nemo col quale stringe una solida amicizia.
- Nel film Van Helsing del 2004 Hyde compare nuovamente come un gigante dall'aspetto scimmiesco seppur non muscoloso.
- Nei fumetti pubblicati dalla Marvel Comics esiste un personaggio omonimo.
- Nella seconda stagione della serie TV Dr. House - Medical Division è contenuto un episodio il cui titolo italiano è Mr. Jekyll e Dr. House (in inglese No reason), facente riferimento alla complessa analisi psicologica del personaggio di Stevenson, riversata però sui postumi del tentato omicidio del protagonista della serie.
- Il fumetto di Magnus & Bunker Satanik si rifà chiaramente a Jekyll e Hyde.

## Adattamenti
Il racconto ha avuto innumerevoli versioni teatrali, cinematografiche e a fumetti, oltre a numerose parodie.

### Filmografia
Il racconto è stato ripreso molte volte e rappresentato sotto le più svariate forme, in decine di versioni cinematografiche di vari paesi.

#### Film muti

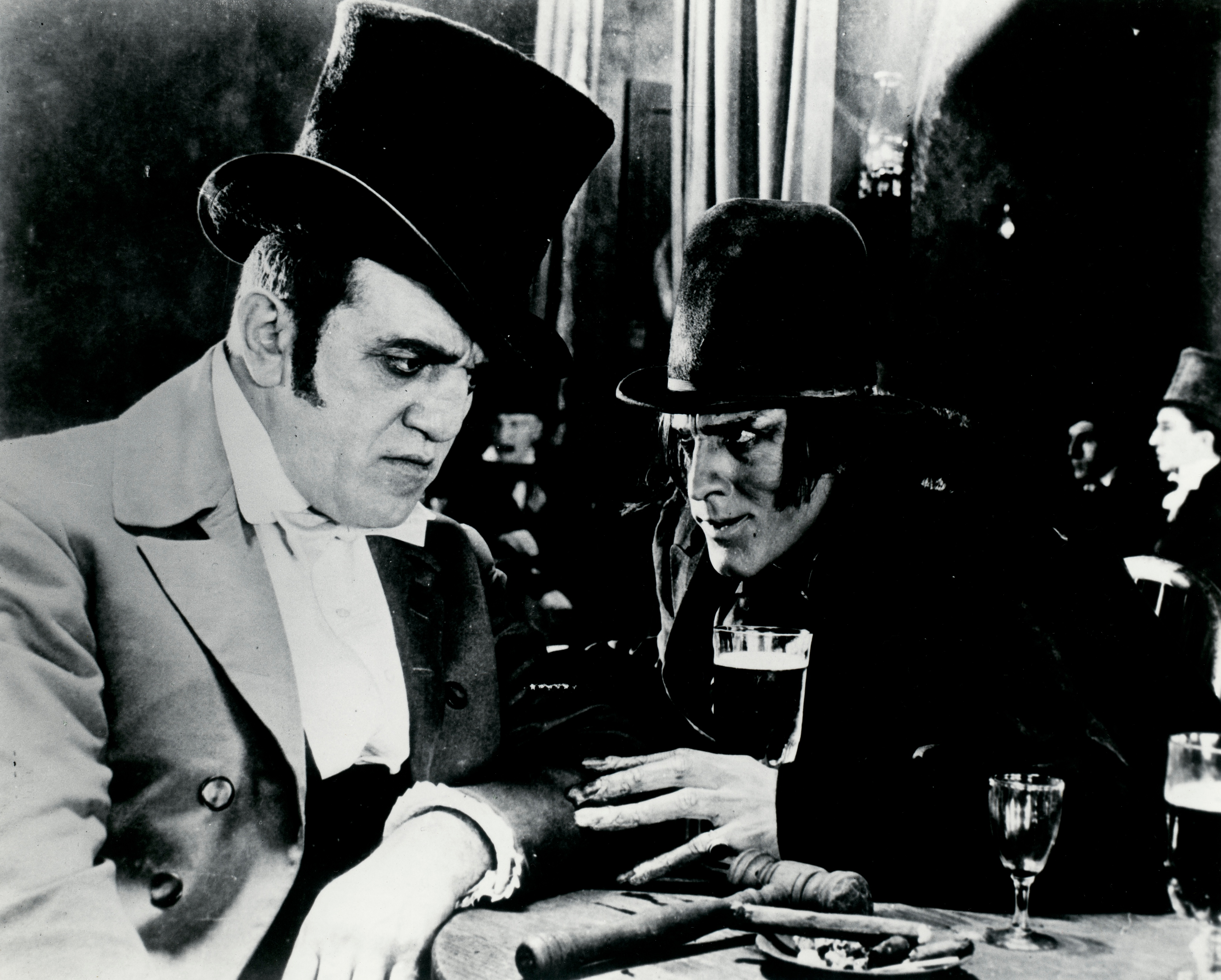
Dr. Jekyll and Mr. Hyde (1920), di John Stuart Robertson

- Dr. Jekyll and Mr. Hyde (Dr. Jekyll and Mr. Hyde, 1908), di Otis Turner (cortometraggio)
- Dr. Jekyll and Mr. Hyde (Dr. Jekyll and Mr. Hyde, 1908), di Sidney Olcott (cortometraggio)
- L'invenzione fatale o Il dottor Jekyll e il signor Hyde (Den Skæbnesvangre opfindelse, 1910), di August Blom (cortometraggio)
- The Duality of Man (The Duality of Man, 1910), di regista sconosciuto
- Dr. Jekyll and Mr. Hyde (Dr. Jekyll and Mr. Hyde, 1912), di Lucius Henderson
- Dr. Jekyll and Mr. Hyde (Dr. Jekyll and Mr. Hyde, 1913), di Herbert Brenon
- Dr. Jekyll and Mr. Hyde (Dr. Jekyll and Mr. Hyde, 1913), di Charles Urban per la Kinemacolor
- A Modern Jekyll and Hyde (A Modern Jekyll and Hyde, 1913), con Robert Broderick
- Der Andere (Der Andere, 1913), di Max Mack
- Horrible Hyde (Horrible Hyde, 1915), di Howell Hansel
- Dr. Jekyll and Mr. Hyde (Dr. Jekyll and Mr. Hyde, 1920), di John Stuart Robertson
- Dr. Jekyll and Mr. Hyde (Dr. Jekyll and Mr. Hyde, 1920), di J. Charles Haydon
- La testa di Giano (Der Januskopf, 1920), di Friedrich Wilhelm Murnau
- Dr. Pyckle and Mr. Pryde (Dr. Pyckle and Mr. Pryde, 1925), con Stan Laurel

#### Film principali
- Il dottor Jekyll (Dr. Jekyll and Mr. Hyde, 1931), di Rouben Mamoulian
- Dr. Jekyll e Mr. Hyde (Dr. Jekyll and Mr. Hyde, 1941), di Victor Fleming
- Il figlio del Dottor Jekyll (The Son of Dr. Jekyll, 1951), di Seymour Friedman
- La figlia del dr. Jekyll (Daughter of Dr. Jekyll, 1957), di Edgar G. Ulmer
- Il prezzo del demonio (El ombre y el monstruo, 1958), di Rafael Baledón
- Il mostro di Londra (The Two Faces of Dr. Jekyll, 1960), di Terence Fisher
- Il testamento del mostro (Le testament du Docteur Cordelier, 1961), di Jean Renoir
- Barbara, il mostro di Londra (Dr Jekyll & Sister Hyde, 1971), di Roy Ward Baker
- La vera storia del dottor Jekyll (I, Monster, 1971), di Stephen Weeks
- The Adult Version of Jekyll & Hide (The Adult Version of Jekyll & Hide, 1972), di Lee Raymond
- Dr. Black, Mr. Hyde (Dr. Black, Mr. Hyde, 1976), di William Crain
- Nel profondo del delirio (Docteur Jekyll et les femmes, 1981), di Walerian Borowczyk
- Dr. Jekyll e Mr. Hyde: sull'orlo della follia (Edge of Sanity, 1988), di Gérard Kikoine
- Mary Reilly (Mary Reilly, Stati Uniti, 1995), di Stephen Frears
- Dr. Jekyll e Mr. Hyde (Dr. Jekyll & Mr. Hyde, 2002), di Maurice Phillips

#### Televisione
- Lo strano caso del dottor Jekyll e mr. Hyde (The Strange Case of Dr. Jekyll and Mr. Hyde, 1968), di Charles Jarrott con Jack Palance - Film TV di 120 min
- Jekyll (Jekyll, 1969), di Giorgio Albertazzi - Sceneggiato televisivo in 4 puntate
- Il dottor Jekyll e Mr. Hyde (Dr. Jekyll and Mr. Hyde, 1981), di Alastair Reid con David Hemmings - Film TV di 115 min
- Jekyll & Hyde (Jekyll & Hyde, 1990), di David Wickes con Michael Caine - Film TV di 96 min
- Dr. Jekyll and Mr. Hyde (Dr. Jekyll and Mr. Hyde, 1999), di Colin Budds con Adam Baldwin - Film TV di 105 min
- Dr. Jekyll and Mr. Hyde (Dr. Jekyll and Mr. Hyde, 2002), di e con Mark Redfield - Film TV di 109 min
- Jekyll (Jekyll, 2007), soggetto e sceneggiatura di Steven Moffat, con James Nesbitt - miniserie in 6 episodi
- Dr. Jekyll and Mr. Hyde - Colpevole o innocente? (Dr. Jekyll and Mr. Hyde, 2008), di Paolo Barzman con Dougray Scott - Film TV di 89 min

#### Parodie
- Gianni e Pinotto contro il dottor Jekyll (Abbott and Costello Meet Dr. Jekyll and Mr. Hyde, 1953), di Charles Lamont
- Il mio amico Jekyll (1960), di Marino Girolami
- Le folli notti del dottor Jerryll (The Nutty Professor, 1963), diretto e interpretato da Jerry Lewis
- Dottor Jekyll e gentile signora (1979), di Steno
- Dr. Heckyl and Mr. Hype (1980), di Charles B. Griffith
- Dr. Jekyll e Miss Hyde (Dr. Jekyll and Ms. Hyde, 1995), di David Price
- Il professore matto (The Nutty Professor, 1996), di Tom Shadyac, ispirato da Le folli notti del dottor Jerryll
- La famiglia del professore matto (Nutty Professor II: The Klumps, 2000), di Peter Segal, seguito de Il professore matto

#### Altre apparizioni
Tra le apparizioni più recenti dei personaggi del romanzo di Stevenson vi è il film La leggenda degli uomini straordinari del 2003 (tratto dal fumetto La lega degli straordinari gentlemen), nel quale il personaggio di Henry Jekyll si unisce ad altri famosi personaggi del romanzo d'avventura e del fantastico dell'Otto-Novecento, come Allan Quatermain, il capitano Nemo con tanto di Nautilus, l'uomo invisibile, Tom Sawyer, Dorian Gray, Mina Murray (una maestra di scuola vampirizzata da Dracula) e persino il mozzo del Pequod, Ismaele di Moby Dick, per combattere contro il nemico giurato di Sherlock Holmes, il professor Moriarty. In questa opera il protagonista impara a convivere con la sua parte malvagia sfruttandone l'incredibile forza (che ne fa una specie di Hulk, personaggio che a sua volta si rifaceva a Jekyll e Hyde) e salvando più volte la situazione.
Jekyll ha anche un cameo nel prologo del film Van Helsing, del 2004 nel quale viene cacciato dal "cacciatore di mostri" Gabriel Van Helsing (interpretato da Hugh Jackman).

### Film e cartoni animati
- Il dottor Churkill (Italia, 1941), un cartone animato di propaganda (5') dell'Istituto Luce per la regia di Liberio Pensuti, in cui a partire dal titolo si paragona il primo ministro britannico Winston Churchill alla creatura a due facce di Stevenson.[10]
- The Impatient Patient (Stati Uniti, 1942)
- Dr. Jekyll and Mr. Mouse (Stati Uniti, 1947) di Hanna-Barbera, un cartoon con Tom & Jerry
- Dr. Jerkyl's Hide (Stati Uniti, 1954) di Warner Bros., un cartone dei Looney Tunes con Silvestro
- Hyde and Hare (Stati Uniti, 1955) di Warner Bros., un cartone dei Looney Tunes con Bugs Bunny
- Titti e il Dr. Jekyll (Stati Uniti, 1960) di Warner Bros., un cartone dei Looney Tunes con Silvestro e Titti
- ABC Weekend Specials (Stati Uniti, 1977-1997)
- Dr. Jekyll e Mr. Hyde (Australia, 1986) della Burbank Films Australia.
- Il personaggio e la sua mostruosa e selvaggia controparte sono evocati anche nel film Pagemaster - L'avventura meravigliosa (The Pagemaster, 1994), con la voce di Leonard Nimoy nell'originale e quella di Michele Gammino nella versione italiana.
- Mr. Hyde era apparso anche come abitante della città di Halloween, nel film di Tim Burton Nightmare before Christmas.
- È presente in Scooby Doo, nell'episodio Vita dura per Mr. Hyde (Scooby-Doo! Dove sei tu?).
- È presente in Scooby-Doo, nell'episodio Misteri sul set (Speciale Scooby).
- Mr. Hyde appare in un cameo nel film Uibù - Fantasmino fifone.
- Un mostro che potrebbe essere Mr. Hyde appare in Hotel Transylvania. Lo si vede intorno all'inizio e alla fine del film, quando tutti cantano "Lo Zing".
- Il Dr. Jekyll e Mr. Hyde sono presenti nel film Scooby-Doo e il lupo mannaro.
- Nella serie animata I Dalton compare in un episodio un personaggio simile al Dr. Jekyll e Mr. Hyde.
- Il Dr. Jekyll e Mr. Hyde sono presenti nella serie C'era una volta - stagione 5 nella seconda parte

### Versioni a fumetti e illustrazioni

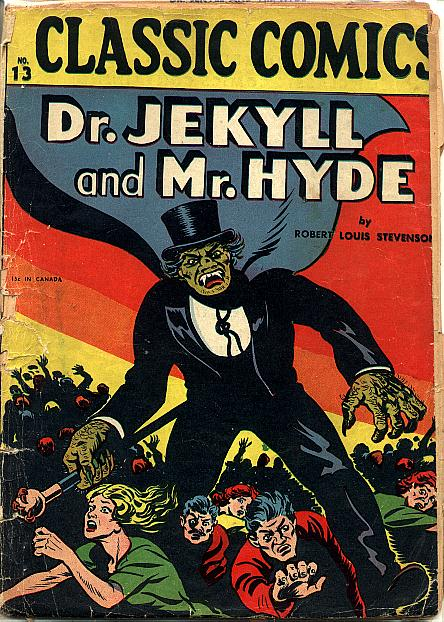
Copertina di una versione a fumetti statunitense del romanzo, in Classic Comics n. 13, 1943.

Il romanzo ha avuto anche numerose trasposizioni a fumetti, tra le quali:
- Dino Battaglia, Lo strano caso del dottor Jekyll e del signor Hyde (1983)
- Lorenzo Mattotti, Jekyll & Hyde
- Guido Crepax: Il dottor Jekill (1972); Dr.Jekyll e Mr.Hyde (1987).
- Alan Moore: La Lega degli Straordinari Gentlemen
- Andrea Ferraris: Topo Jekyll e Mister Mike (1994)
- Marvel Comics: Mister Hyde (1963), avversario classico di Thor e Devil, ma il cui alter ego è il dottor Calvin Zabo.
- Archimede e il signor Scherzo pubblicata sul numero 385 di Topolino del 14 aprile 1963
- Lo strano caso del dottor Paper e di mister Paperyde, pubblicato sull'Almanacco Topolino del gennaio 1984
- Lo strano caso di Topo Jekyll e Mister Mike pubblicata sul numero 2037 di Topolino del 13 dicembre 1994
- Bruno Enna e Fabio Celoni: Lo strano caso del dottor Ratkyll e di mister Hyde pubblicata sui numeri 3070 e 3071 di Topolino (Panini Comics) dal 24 al 30 settembre 2014
- I maestri dell'orrore- Lo strano caso del dottor Jekyll e del signor Hyde (2015), Roberto Recchioni; edizioni star comics
- "Jekyll!" storia dell'albo numero 33 di Dylan Dog

### Musical
- Jekyll & Hyde, musical debuttante a Broadway nel 1997, musica di Frank Wildhorn, testi Frank Wildhorn, Leslie Bricusse e Steve Cuden.
  - Versione in italiano: Jekyll & Hyde, il musical, musical in collaborazione con TeatroMusica Mamò di Leslie Bricusse (libretto). Con Giò Di Tonno, Ilaria Deangelis, Simona Molinari, Nejat Isik Belen, Alberto Martinelli, Andrea Murchio; regia di Federica Ferrauto e Valeria Bafile.
- Nel 1964 sulla Rai, in "Biblioteca di Studio Uno", il Quartetto Cetra, con la partecipazione di altri noti attori e cantanti, ha narrato le storie di questo libro sotto forma di musical, in chiave parodistica. Molto riusciti e godibili gli adattamenti di canzoni (i centoni) resi funzionali alla trama. Analoga operazione è stata compiuta in epoca recente dalla Premiata Ditta.

- Nel 2011 "Dottor Jekyll & Mr. Hyde", ideato e diretto da Giancarlo Sepe. Con Alessandro Benvenuti, Rosalinda Celentano e con la straordinaria partecipazione di Alice e Hellen Kessler.

### Videogiochi
- Dr. Jekyll and Mr. Hyde (1988)
- MazM: Jekyll and Hyde (2017)

## Edizioni italiane
(elenco cronologico delle prime edizioni delle traduzioni pubblicate in Italia)
- Robert Louis Stevenson, La strana avventura del dott. Jekyll e di Mister Hyde, traduzione di Alberto Nichel, collana Biblioteca fantastica moderna, Libreria Lombarda Editrice T. Antongini & C., 1905,  p. 190, Identificativo SBN IT\ICCU\CUB\0618422. - Milano, Treves, 1909.
- Robert Louis Stevenson, Lo strano caso del dottor Jekyll e del signor Hyde, traduzione di Arturo Reghini, collana Autori celebri stranieri; 29, C. Voghera, 1923,  p. 194, Identificativo SBN IT\ICCU\TO0\1028684.
- Robert Louis Stevenson, L’uomo sdoppiato, traduzione di Mario Malatesta, collana Romantica economica n.92, Milano, Sonzogno, 1928,  p. 96, Identificativo SBN IT\ICCU\CUB\0618505.
- Robert Louis Stevenson, Lo strano caso del dottor Jekyll e del signor Hyde (in: Il club dei Suicidi), traduzione di Ida Lori, collana I libri gialli n.3, Milano, A. Mondadori, 1929,  p. 243.
- Robert Louis Stevenson, Il dottor Jekyll, traduzione di C. Meneghelli, Milano, Elit, 1933,  p. 221, Identificativo SBN IT\ICCU\RMR\0015733.
- Robert Louis Stevenson, Il dottor Jekyll, traduzione di Gian Dàuli, Milano, Edizioni Aurora, 1934,  p. 253, Identificativo SBN IT\ICCU\LIA\0059684.
- Robert Louis Stevenson, Lo strano caso del dottor Jekyll e del signor Hyde : seguito da due racconti, traduzione di Alberto Lattuada, collana I compagni di strada n.5, Documento, 1945,  p. 113, Identificativo SBN IT\ICCU\CUB\0618524.
- Robert Louis Stevenson, Il dottor Jekyll, traduzione di Alfredo Pitta, D. De Luigi, 1945,  p. 76, Identificativo SBN IT\ICCU\LO1\0519180.
- Robert Louis Stevenson, Lo strano caso del dottor Jekyll e del signor Hyde, traduzione di Mario Corsi, F. Capriotti, 1945,  p. 116, Identificativo SBN IT\ICCU\CUB\0618526.
- Il Dottor Jekyll, traduzione di Alfredo Pitta, Collana Universale. I Romanzi n.6, Donatello De Luigi, 1945.
- Robert Louis Stevenson, Il Dr. Jekyll, traduzione di Nicoletta Neri, Torino, Chiantore, 1945,  p. 151, Identificativo SBN IT\ICCU\CUB\0618451.
- Robert Louis Stevenson, Lo strano caso del dottor Jekyll, collana L’Ulivo; 18, A. Salani, 1950,  p. 88, Identificativo SBN IT\ICCU\CUB\0618531.
- Robert Louis Stevenson, Lo strano caso del dottor Jekyll e del signor Hyde (in: Romanzi e racconti, a cura di Emilio Cecchi), traduzione di Alberto Lattuada, collana I grandi maestri; 2, Roma, G. Casini, 1950,  pp.XII, 816, Identificativo SBN IT\ICCU\RAV\0147496. - Firenze, Sansoni, 1966.
- Robert Louis Stevenson, Il Dottor Jekyll, traduzione di Augusto Pancaldi e Marise Ferro, collana Universale Economica n.95, Milano, Ed. Cooperativa del Libro Popolare, 1951,  p. 78, Identificativo SBN IT\ICCU\CUB\0618447.
- Robert Louis Stevenson, Lo strano caso del dottor Jekyll e del signor Hyde, traduzione di Oreste e Gabriella Del Buono, Collana BUR n.495, Rizzoli, 1952,  p. 94, Identificativo SBN T\ICCU\LIA\0028462.
- Robert Louis Stevenson, Lo strano caso del Dr. Jekyll e di M. Hyde, traduzione di Clara Bairati e M. Teresa Galante Garrone, Collana La duecentocinquanta SAS n.26, Torino, S.A.S, 1953,  p. 216, Identificativo SBN IT\ICCU\CUB\0618528.
- Robert Louis Stevenson, Il male e la carne, collana I capolavori della serie KKK. Classici dell’orrore n.25, Grandi Edizioni Internazionali, 1963, NILF123362 .
- Robert Louis Stevenson, Il dottor Jekyll, traduzione di Rosaria De Lucia, collana I jolly n.5, Milano, Ed. Corno, 1960,  pp.124, Identificativo SBN IT\ICCU\MIL\0482845.
- Robert Louis Stevenson, Lo strano caso del dottor Jekyll e del signor Hyde (in Tutti i racconti e i romanzi brevi, a cura di Salvatore Rosati), traduzione di Renato Prinzhofer, Milano, Mursia, 1963,  pp.XX, 1112, Identificativo SBN IT\ICCU\LO1\0522596.
- Robert Louis Stevenson, Lo strano caso del Dr. Jekyll e di Mr. Hyde (in Frankenstein & company: prontuario di teratologia filmica, a cura di Ornella Volta), traduzione di Ornella Volta, Milano, Sugar, 1965,  p. 743, Identificativo SBN IT\ICCU\RAV\0201709.
- Robert Louis Stevenson, Lo strano caso del dott. Jekyll e del sig. Hyde e altri racconti, traduzione di Flaminia Saracco, collana Filo d’erba n.31, Edizioni Paoline, 1966,  p. 284, Identificativo SBN IT\ICCU\RAV\1455883.
- Robert Louis Stevenson, La strana vicenda del dottor Jekyll e di mister Hyde (in: L’isola del tesoro; La strana vicenda del dottor Jekyll e di mister Hyde), traduzione di Piero Bernardini Marzolla, collana I grandi scrittori stranieri n.277, Milano, Unione Tipografico-Editrice Torinese, 1967,  p. 393, Identificativo SBN IT\ICCU\SBL\0067180.
- Robert Louis Stevenson, Lo strano caso del dottor Jekyll e del signor Hyde, traduzione di Maria Gallone, collana I grandi della letteratura n.44, Milano, F.lli Fabbri, 1969,  p. 344, Identificativo SBN IT\ICCU\RLZ\0042125. - Milano, Bompiani, 1986.
- Robert Louis Stevenson, Lo strano caso del Dr. Jekyll e di Mr. Hyde, traduzione di Vieri Razzini, collana I classici per tutti n.99, Avanzini e Torraca, 1969,  pp.111, Identificativo SBN IT\ICCU\SBL\0105748. - col titolo Il Dr. Jekyll e Mr. Hyde, Roma, Newton Compton, 1992, 1996.
- Robert Louis Stevenson, Lo strano caso del dottor Jekyll e del signor Hyde, traduzione di Francesco Saba Sardi, Collana Classici di ieri e di oggi per la gioventù, A. Mondadori, 1975,  p. 148, Identificativo SBN IT\ICCU\RAV\0159494.
- Lo strano caso del dottor Jekyll e del signor Hyde (in: Romanzi, racconti e saggi), traduzione di Attilio Brilli, Collana I Meridiani n.41, Milano, A. Mondadori, 1982,  pp.XLVII, 1997, ISBN 88-04-26548-5.
- Robert Louis Stevenson, Lo strano caso del dottor Jekyll e Mister Hyde, traduzione di Ottavio Fatica, Collana I segni n.9, Roma, Edizioni Theoria, 1983, 1991,  p. 113, Identificativo SBN IT\ICCU\BRI\0004761.
- Lo strano caso del Dr. Jekyll e del Sig. Hyde, traduzione di Carlo Fruttero e Franco Lucentini, Collana Scrittori tradotti da scrittori n.2, Einaudi, 1983,  p. 129, ISBN 88-06-56093-X.
- Robert Louis Stevenson, Lo strano caso del dottor Jekyll e del signor Hyde, traduzione di Laura Ferruta, Collana I grandi libri, Garzanti, 1987,  pp.XXV, 129, Identificativo SBN IT\ICCU\CFI\0101833 IT\ICCU\NAP\0156079.
- Robert Louis Stevenson, Lo strano caso del dottor Jekyll e del signor Hyde, traduzione di A. Barbera e Anna Rosa Guerriero, M. Derva, 1989,  p. 198, Identificativo SBN IT\ICCU\NAP\0156079.
- Il dottor Jekyll e Mr. Hyde, traduzione di Barbara Lanati, collana Universale Economica, Feltrinelli, 1991,  p. 111, ISBN 978-88-07-82007-6.
- Lo strano caso del Dottor Jekyll e del Signor Hyde, traduzione di Guglielmo Lozio e Agostino Matranga, Collana Segnalibro, Morano Editore, 1991.
- Lo strano caso del dottor Jekyll e del signor Hyde, traduzione di Folco Zanobini, Collana di narrativa italiana e straniera, Firenze, Bulgarini, 1992,  p. 220, ISBN 88-234-1074-6.
- Lo strano caso del dottor Jekyll e del sig. Hyde, traduzione di Lucio Angelini, Collana Un libro per leggere n.18, E. Elle, 1993,  p. 131, ISBN 88-7068-529-2.
- Lo strano caso del Dr. Jekyll e di Mr. Hyde, traduzione di Nicoletta Della Casa Porta, Collana Acquarelli, Demetra, 1994,  p. 94, ISBN 88-7122-461-2.
- Robert Louis Stevenson, Lo strano caso del Dr Jekyll e Mr Hyde, traduzione di Chiara Brighi, Collana Stelle dell’Orsa maggiore, Orsa Maggiore Editrice, 1995,  p. 123, Identificativo SBN IT\ICCU\BVE\0083242.
- Lo strano caso del dottor Jekyll e del signor Hyde, traduzione di Luciana Pirè, Collana Classici Giunti, Firenze, Giunti, 1996,  pp. LVII; 104, ISBN 88-09-20915-X.
- Lo strano caso del dottor Jekyll e del signor Hyde(in: I grandi romanzi dell’orrore, a cura di Gianni Pilo), traduzione di Paola Faini, collana Grandi tascabili economici: i mammut; 46, Newton & Compton, 1996,  pp.922, ISBN 88-7983-118-6.
- Doctor Jekyll e mister Hyde, traduzione di Danila Rotta, collana Libreria dei ragazzi, Tascabili La spiga, 1998,  pp.93, ISBN 88-468-1039-2.
- Lo strano caso del dottor Jekyll e del signor Hyde, traduzione di Gianna Lonza, collana Biblioteca giovani. Il racconto dell’Ottocento, Istituto geografico De Agostini, 2000,  pp.93, ISBN 88-415-8172-7.
- Lo strano caso del dottor Jekyll e del signor Hyde, traduzione di Giuliano Acunzoli, Collana La grande narrativa, La spiga languages, 2005,  p. 80, ISBN 88-7100-326-8.
- Robert Louis Stevenson, Lo strano caso del dottor Jekyll e del signor Hyde, traduzione di Silvia Caminiti King, collana I classici per la scuola, Agenzia libraria editrice, 2008,  pp.XVI; 158, Codice identificativoICCU IT\ICCU\LIG\0062985.
- Lo strano caso del dottor Jekyll e del signor Hyde, traduzione di Angelita La Spada, Alia, 2009,  p. 179, ISBN 978-88-96321-00-3.
- Lo strano caso del dottor Jekyll e del signor Hyde, traduzione di Sergio Nicola, Petrini, 2009,  pp.128, ISBN 978-88-494-1347-2.
- Lo strano caso del Dottor Jekyll e del Signor Hyde, traduzione di Matteo Ghirardelli, Collana Nuovi classici, Siena, Barbera, 2010,  pp. XVI, 77, ISBN 978-88-7899-322-8.
- Lo strano caso del Dr. Jekyll e Mr. Hyde, traduzione di Gianni De Conno, Collana Piccola biblioteca dell’immaginario n.6, Principi & Principi, 2010,  p. 91, ISBN 978-88-96827-14-7.
- Lo strano caso del dottor Jekyll e del signor Hyde, traduzione di Giulia Croci, Collana Classici tascabili n.29, Milano, Dalai, 2011,  p. 125, ISBN 978-88-6073-965-0.
- Dottor Jekyll e Mister Hyde, Massa, Edizioni Clandestine, 2011,  p. 93, ISBN 978-88-6596-301-2.
- Lo strano caso del dottor Jekyll e del signor Hyde, Collana Piccoli classici Bramante, Guide Moizzi, 2011,  p. 63, ISBN 978-88-96146-61-3.
- S´acontèssida istrana de Dr. Jekyll e Sr. Hyde, traduzione di Carminu Pintore, Collana Àndalas, Contaghes, 2012,  p. 110, ISBN 978-88-7356-172-9.
- Lo strano caso del dottor Jekyll e Mr. Hyde, a cura di Alessandra Serena, Biblioteca economica Selinos, Selino's, 2012,  p. 80, ISBN 978-88-95966-39-7.
- Lo strano caso del dottor Jekyll e del signor Hyde, traduzione di Laura Cangemi, Collana I classici del battello a vapore n.18, Piemme, 2013,  p. 163, ISBN 978-88-566-3126-5.
- Lo strano caso del Dottor Jekyll e Mister Hyde, traduzione di Anna Pelizzi, Collana LeggerMENTE. Racconti d’autore, ELI-La Spiga, 2013,  p. 125, ISBN 978-88-468-3131-6.
- Lo strano caso del Dr. Jekyll e del Sig. Hyde, traduzione di Franco Perini, Liberi Pomi, 2013, ISBN 978-88-909042-0-2.
- Lo strano caso del Dottor Jekyll e del Signor Hyde, traduzione di Michele Mari, BUR ragazzi, Milano, Rizzoli, 2020, ISBN 978-88-171-4900-6.